# Európa (film)
Az Európa (Europa) 1991-ben bemutatott dán film Lars von Trier rendezésében.

## Történet
Lars von Trier nemzetközi elismerést hozó filmje az Európa volt, mely egy német származású amerikai fiatalemberről (Jean-Marr Barr) szól, aki a második világháború után egy német vonaton lesz hálókocsi-kalauz. A férfiban együtt kavarog a nácizmust elítélő amerikai mentalitás és a németek sajnálata és megértése. Kessler végig megpróbálja kezelni helyzetét, és megértéssel fordulni az őt körülvevő emberekhez, végül mégis rosszul választ és a háború után partizánakciókat szervező Werewolfokhoz csatlakozik. A filmet olyan bírálat is érte, mely szerint az egykori náci Németországgal szimpatizál, holott Trier Kessler által a legyőzöttek, a megsemmisítettek szenvedéseit próbálja megérteni, a maga valóságában szemlélni. Veszélyes feladat ez a főhős számára, s próbálkozása végül kudarcba fullad. Mégsem értheti meg a legyőzöttség érzését egy idegen, aki nem közéjük tartozik. A komor, hipnotikus hangulatú film, mely szinte végig egy vonaton játszódik, a cannes-i filmfesztivál zsűrijének díját hozta meg Triernek. A külföldi közönség körében azonban inkább az 1996-os Hullámtöréssel (Breaking the Waves, 1996) aratott elismerést.

## Szereplők
- Jean-Marc Barr – Leopold Kessler
- Barbara Sukowa – Katharina Hartmann
- Udo Kier – Lawrence Hartmann
- Ernst-Hugo Järegård – Uncle Kessler
- Erik Mørk – Pater
- Jørgen Reenberg – Max Hartmann
- Henning Jensen – Siggy
- Eddie Constantine – Harris ezredes
- Max von Sydow – narrátor
- Benny Poulsen – Steleman
- Erno Müller – Seifert
- Dietrich Kuhlbrodt – felügyelő
- Michael Phillip Simpson – Robins
- Holger Perfort – Mr. Ravenstein
- Anne Werner Thomsen – Mrs. Ravenstein
- Hardy Rafn: házikabátos férfi
- Cæcilia Holbek Trier: szolgálólány
- Herskó János: zsidó férj
- Talila: zsidó feleség
- Claus Flygare: apa
- Jon Ledin: amerikai katona
- Baard Owe: férfi papírokkal
- Leif Magnusson: Doktor Magnus
- Lars von Trier: zsidó férfi
- Vera Gebuhr: tábori asszisztens
- Else Petersen: idős asszisztens
- Ben Zimet: öregember I
- Thadee Lokcinski: öregember II
- Peter Haugstrup: Piccolo

## Díjak, jelölések
- Cannes-i Nemzetközi Filmfesztivál (1991)
  - díj: zsűri díja – Lars von Trier
  - díj: legjobb művészi közreműködés – Lars von Trier
  - díj: technikai nagydíj – Lars von Trier
  - jelölés: Arany Pálma – Lars von Trier
- Bodil-díj (1992)
  - legjobb film – Lars von Trier
- Európai Film-díj (1992)
  - jelölés: legjobb színésznő – Barbara Sukowa
  - jelölés: legjobb mellékszereplő – Ernst-Hugo Järegård
- Stockholmi Filmfesztivál (1991)
  - díj: Bronz Ló – Lars von Trier